# Gonatocerus notabilis
Gonatocerus notabilis är en stekelart som beskrevs av Girault 1938. Gonatocerus notabilis ingår i släktet Gonatocerus och familjen dvärgsteklar. Inga underarter finns listade i Catalogue of Life.